# Danh sách cầu thủ Manchester United F.C.

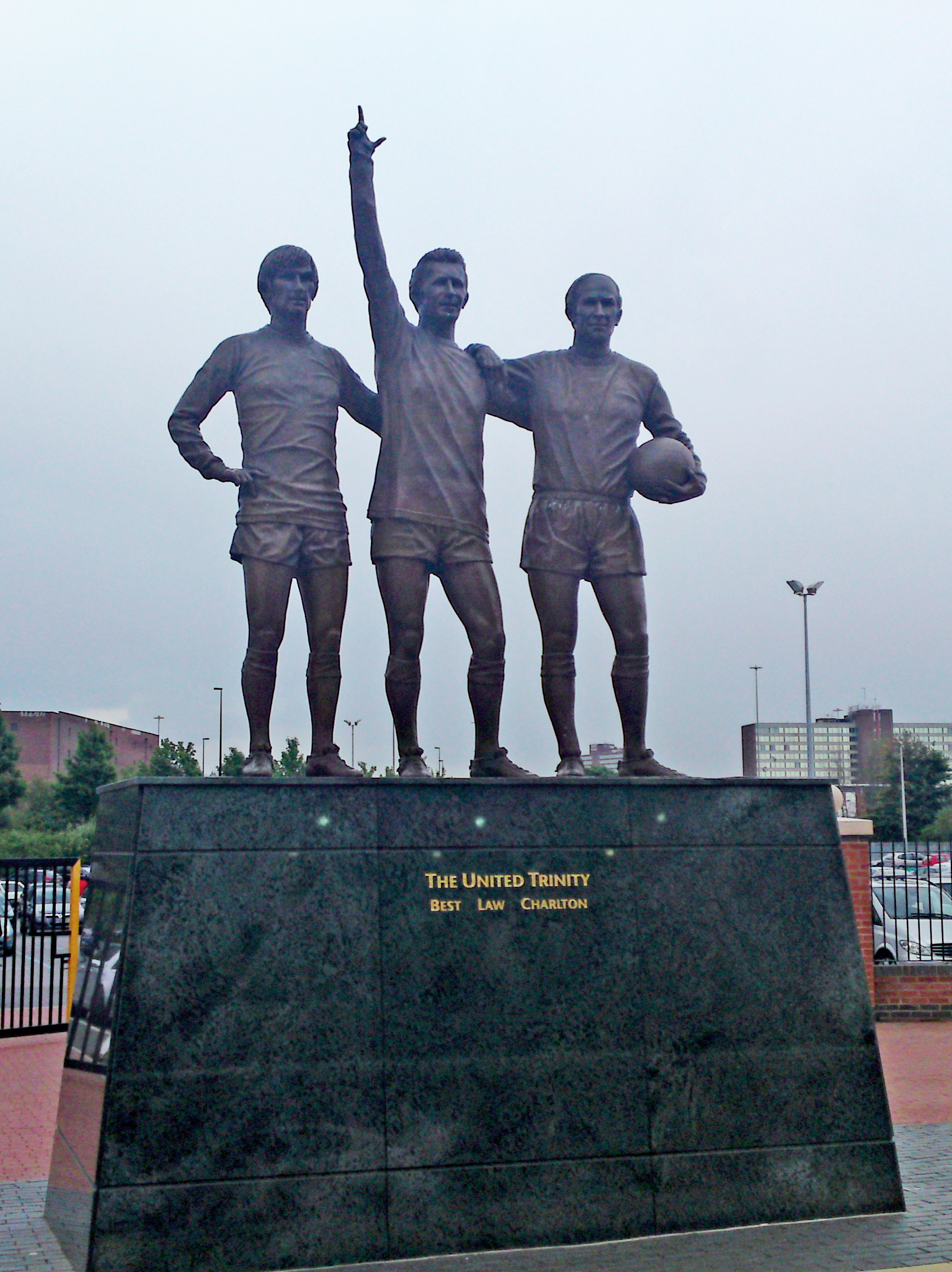
Bức tượng The United Trinity bên ngoài Old Trafford, thể hiện ba huyền thoại của Manchester United George Best, Denis Law, Bobby Charlton. Cả ba đều có trên 300 lần ra sân cho CLB và từng giành danh hiệu Quả bóng vàng châu Âu.

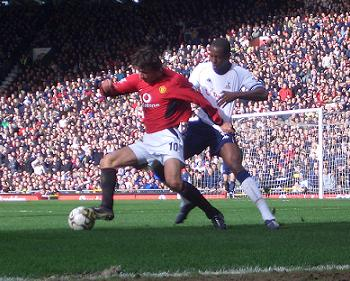
Ruud van Nistelrooy (trái) là tay săn bàn có hiệu suất cao nhất mọi thời đại của Manchester United.

Manchester United F.C. là một câu lạc bộ bóng đá chuyên nghiệp có trụ sở tại Old Trafford, Greater Manchester. Câu lạc bộ được thành lập tại Newton Heath vào năm 1878 với cái tên Newton Heath LYR F.C., và có trận đấu đầu tiên vào tháng 10 năm 1886, khi họ thi đấu ở vòng 1 Cúp FA 1886–87. Câu lạc bộ được đổi tên thành Manchester United F.C. năm 1902, và chuyển đến Old Trafford vào năm 1910.
Tính từ trận đấu đầu tiên của câu lạc bộ cho đến nay đã có hơn 900 cầu thủ từng thi đấu cho đội 1 của câu lạc bộ. Tính cả những lần vào thay người, đã có 204 cầu thủ có ít nhất 100 lần ra sân.
Kỷ lục ra sân với số lần nhiều nhất đó là tiền vệ Ryan Giggs, người mà có tổng cộng 963 lần ra sân trong 23 năm sự nghiệp thi đấu; Ryan Giggs cũng giữ kỷ lục ra sân trong đội hình xuất phát với 797 trận. Anh đã phá kỷ lục ra sân nhiều nhất của Bobby Charlton trước trận Chung kết UEFA Champions League 2008. Charlton là tay săn bàn hàng đầu cho câu lạc bộ với 249 bàn thắng trong 17 năm sự nghiệp thi đấu tuy nhiên bị Wayne Rooney phá bỏ kỷ lục khi anh ấy ghi được 253 bàn thắng. Có 10 cầu thủ chơi hơn 500 trận cho câu lạc bộ. Ngoài Charlton và Rooney, có 2 cầu thủ ghi được hơn 200 bàn thắng cho câu lạc bộ đó là Denis Law và Jack Rowley.

## Danh sách cầu thủ

Ryan Giggs đã có hơn 850 lần khoác áo Manchester United. Anh cũng đã ghi bàn trong mỗi mùa kể từ khi Premier League được thành lập năm 1992.

- Chỉ tính số lần ra sân và bàn thắng ở đội 1, bao gồm các trận đấu tại Premier League, Football League, Cúp FA, Cúp Liên đoàn, Siêu cúp Anh, European Cup/Champions League, UEFA Cup, UEFA Cup Winners' Cup, Inter-Cities Fairs Cup, Siêu cúp châu Âu và FIFA Club World Cup; các trận đấu ở thời kỳ chiến tranh được coi là không chính thức và được loại trừ, cũng như các trận đấu của mùa giải 1939-40.
- Danh sách sắp xếp theo ngày ra mắt câu lạc bộ.

Số liệu thống kê chính xác tới ngày 19 tháng 5 năm 2018
Bảng tiêu đề
- Quốc tịch – Nếu một cầu thủ thi đấu bóng đá quốc tế, quốc gia/các quốc gia anh ta từng thi đấu cho được đưa ra. Nếu không, quốc tịch của cầu thủ sẽ là đất nước nơi họ sinh ra.
- Sự nghiệp ở Manchester United – Năm mà cầu thủ thi đấu trận đầu tiên cho Manchester United cho tới năm mà cầu thủ thi đấu trận cuối cùng.
- Bắt đầu – Số lần ra sân ở đội hình xuất phát.
- Dự bị – Số trận vào thay người.
- Tổng – Tổng số lần ra sân.

| Trước-thập niên 1960 | Trước-thập niên 1960 | Sau-thập niên 1960 | Sau-thập niên 1960 |
| -------------------- | -------------------- | ------------------ | ------------------ |
| GK                   | Thủ môn              | Thủ môn            | Thủ môn            |
| FB                   | Hậu vệ cánh          | DF                 | Hậu vệ             |
| HB                   | Nửa hậu vệ           | MF                 | Tiền vệ            |
| FW                   | Tiền đạo             | Tiền đạo           | Tiền đạo           |
| U                    | Cầu thủ đa năng1     | Cầu thủ đa năng1   | Cầu thủ đa năng1   |

| Tên cầu thủ         | Quốc gia           | Vị trí thi đấu | Manchester United sự nghiệp | Xuất phát | Dự bị   | Tổng cộng | Số bàn thắng | Ghi chú |
| Tên cầu thủ         | Quốc gia           | Vị trí thi đấu | Manchester United sự nghiệp | Góp mặt   | Góp mặt | Góp mặt   | Số bàn thắng | Ghi chú |
| ------------------- | ------------------ | -------------- | --------------------------- | --------- | ------- | --------- | ------------ | ------- |
| Bob Donaldson       | Scotland           | FW             | 1892–1897                   | 155       | 0       | 155       | 66           | [ 7 ]   |
| Fred Erentz         | Scotland           | FB             | 1892–1902                   | 310       | 0       | 310       | 9            | [ 8 ]   |
| Joe Cassidy         | Scotland           | FW             | 1893, 1895–1900             | 174       | 0       | 174       | 100          | [ 9 ]   |
| James McNaught      | Scotland           | HB             | 1893–1898                   | 157       | 0       | 157       | 12           | [ 10 ]  |
| Dick Smith          | Anh                | FW             | 1894–1898, 1900–1901        | 100       | 0       | 100       | 37           | [ 11 ]  |
| Walter Cartwright   | Anh                | HB             | 1895–1905                   | 257       | 0       | 257       | 8            | [ 12 ]  |
| Harry Stafford      | Anh                | FB             | 1896–1903                   | 200       | 0       | 200       | 1            | [ 13 ]  |
| William Bryant      | Anh                | FW             | 1896–1900                   | 127       | 0       | 127       | 33           | [ 14 ]  |
| Frank Barrett       | Scotland           | GK             | 1896–1900                   | 136       | 0       | 136       | 0            | [ 15 ]  |
| Billy Morgan        | Anh                | HB             | 1897–1903                   | 152       | 0       | 152       | 7            | [ 16 ]  |
| Billy Griffiths     | Anh                | HB             | 1899–1905                   | 175       | 0       | 175       | 30           | [ 17 ]  |
| Alf Schofield       | Anh                | FW             | 1900–1907                   | 179       | 0       | 179       | 35           | [ 18 ]  |
| Vince Hayes         | Anh                | FB             | 1901–1907, 1908–1910        | 128       | 0       | 128       | 2            | [ 19 ]  |
| Jack Peddie         | Scotland           | FW             | 1902–1903, 1904–1907        | 121       | 0       | 121       | 58           | [ 20 ]  |
| Alex Downie         | Scotland           | HB             | 1902–1909                   | 191       | 0       | 191       | 14           | [ 21 ]  |
| Alex Bell           | Scotland           | HB             | 1903–1913                   | 309       | 0       | 309       | 10           | [ 22 ]  |
| Bob Bonthron        | Scotland           | FB             | 1903–1907                   | 134       | 0       | 134       | 3            | [ 23 ]  |
| Harry Moger         | Anh                | GK             | 1903–1912                   | 266       | 0       | 266       | 0            | [ 24 ]  |
| Dick Duckworth      | Anh                | HB             | 1903–1915                   | 254       | 0       | 254       | 11           | [ 25 ]  |
| Charlie Roberts     | Anh                | HB             | 1904–1913                   | 302       | 0       | 302       | 23           | [ 26 ]  |
| Dick Holden         | Anh                | FB             | 1905–1914                   | 117       | 0       | 117       | 0            | [ 27 ]  |
| Jack Picken         | Scotland           | FW             | 1905–1911                   | 122       | 0       | 122       | 46           | [ 28 ]  |
| George Wall         | Anh                | FW             | 1906–1915                   | 319       | 0       | 319       | 100          | [ 29 ]  |
| Billy Meredith      | Wales              | FW             | 1907–1921                   | 335       | 0       | 335       | 36           | [ 30 ]  |
| Sandy Turnbull      | Scotland           | FW             | 1907–1915                   | 247       | 0       | 247       | 101          | [ 31 ]  |
| George Stacey       | Anh                | FB             | 1907–1915                   | 270       | 0       | 270       | 9            | [ 32 ]  |
| Harold Halse        | Anh                | FW             | 1908–1912                   | 125       | 0       | 125       | 56           | [ 33 ]  |
| Arthur Whalley      | Anh                | HB             | 1909–1920                   | 106       | 0       | 106       | 6            | [ 34 ]  |
| Enoch West          | Anh                | FW             | 1910–1916                   | 181       | 0       | 181       | 80           | [ 35 ]  |
| Bobby Beale         | Anh                | GK             | 1912–1919                   | 112       | 0       | 112       | 0            | [ 36 ]  |
| Jack Mew            | Anh                | GK             | 1912–1926                   | 199       | 0       | 199       | 0            | [ 37 ]  |
| Lal Hilditch        | Anh                | HB             | 1919–1932                   | 322       | 0       | 322       | 7            | [ 38 ]  |
| Jack Silcock        | Anh                | FB             | 1919–1934                   | 449       | 0       | 449       | 2            | [ 39 ]  |
| Joe Spence          | Anh                | FW             | 1919–1933                   | 510       | 0       | 510       | 168          | [ 40 ]  |
| Charlie Moore       | Anh                | FB             | 1919–1921, 1922–1931        | 328       | 0       | 328       | 0            | [ 41 ]  |
| John Grimwood       | Anh                | HB             | 1919–1927                   | 205       | 0       | 205       | 8            | [ 42 ]  |
| Teddy Partridge     | Anh                | FW             | 1920–1929                   | 160       | 0       | 160       | 18           | [ 43 ]  |
| Alf Steward         | Anh                | GK             | 1920–1932                   | 326       | 0       | 326       | 0            | [ 44 ]  |
| Ray Bennion         | Wales              | HB             | 1921–1932                   | 301       | 0       | 301       | 3            | [ 45 ]  |
| Arthur Lochhead     | Scotland           | FW             | 1921–1925                   | 153       | 0       | 153       | 50           | [ 46 ]  |
| Harry Thomas        | Wales              | FW             | 1922–1931                   | 135       | 0       | 135       | 13           | [ 47 ]  |
| Frank Barson        | Anh                | HB             | 1922–1928                   | 152       | 0       | 152       | 4            | [ 48 ]  |
| Frank Mann          | Anh                | HB             | 1923–1930                   | 197       | 0       | 197       | 5            | [ 49 ]  |
| Frank McPherson     | Anh                | FW             | 1923–1928                   | 175       | 0       | 175       | 52           | [ 50 ]  |
| Tom Jones           | Wales              | FB             | 1924–1937                   | 200       | 0       | 200       | 0            | [ 51 ]  |
| Jimmy Hanson        | Anh                | FW             | 1924–1931                   | 147       | 0       | 147       | 52           | [ 52 ]  |
| Jack Wilson         | Anh                | HB             | 1926–1932                   | 140       | 0       | 140       | 3            | [ 53 ]  |
| Hugh McLenahan      | Anh                | HB             | 1928–1937                   | 116       | 0       | 116       | 12           | [ 54 ]  |
| Harry Rowley        | Anh                | FW             | 1928–1932, 1934–1937        | 180       | 0       | 180       | 55           | [ 55 ]  |
| Tom Reid            | Scotland           | FW             | 1929–1933                   | 101       | 0       | 101       | 67           | [ 56 ]  |
| George McLachlan    | Scotland           | FW             | 1929–1933                   | 116       | 0       | 116       | 4            | [ 57 ]  |
| Jack Mellor         | Anh                | FB             | 1930–1937                   | 122       | 0       | 122       | 0            | [ 58 ]  |
| Tom Manley          | Anh                | HB             | 1931–1939                   | 195       | 0       | 195       | 41           | [ 59 ]  |
| George Vose         | Anh                | HB             | 1933–1939                   | 209       | 0       | 209       | 1            | [ 60 ]  |
| Jack Griffiths      | Anh                | FB             | 1934–1944                   | 173       | 0       | 173       | 1            | [ 61 ]  |
| Bill McKay          | Scotland           | HB             | 1934–1940                   | 182       | 0       | 182       | 15           | [ 62 ]  |
| George Mutch        | Scotland           | FW             | 1934–1937                   | 120       | 0       | 120       | 49           | [ 63 ]  |
| Tommy Bamford       | Wales              | FW             | 1934–1938                   | 109       | 0       | 109       | 57           | [ 64 ]  |
| Billy Bryant        | Anh                | FW             | 1934–1939                   | 157       | 0       | 157       | 42           | [ 65 ]  |
| James Brown         | Scotland           | HB             | 1935–1939                   | 110       | 0       | 110       | 1            | [ 66 ]  |
| Johnny Carey        | Ireland            | FB             | 1937–1953                   | 344       | 0       | 344       | 17           | [ 67 ]  |
| Jack Rowley         | Anh                | FW             | 1937–1955                   | 424       | 0       | 424       | 211          | [ 68 ]  |
| Stan Pearson        | Anh                | FW             | 1937–1954                   | 343       | 0       | 343       | 148          | [ 69 ]  |
| Jack Warner         | Wales              | HB             | 1938–1950                   | 115       | 0       | 115       | 2            | [ 70 ]  |
| John Aston, Sr.     | Anh                | FB             | 1946–1954                   | 284       | 0       | 284       | 30           | [ 71 ]  |
| Allenby Chilton     | Anh                | HB             | 1946–1955                   | 391       | 0       | 391       | 3            | [ 72 ]  |
| Henry Cockburn      | Anh                | HB             | 1946–1954                   | 275       | 0       | 275       | 4            | [ 73 ]  |
| Jack Crompton       | Anh                | GK             | 1946–1956                   | 212       | 0       | 212       | 0            | [ 74 ]  |
| Jimmy Delaney       | Scotland           | FW             | 1946–1950                   | 184       | 0       | 184       | 28           | [ 75 ]  |
| Billy McGlen        | Anh                | HB             | 1946–1952                   | 122       | 0       | 122       | 2            | [ 76 ]  |
| Charlie Mitten      | Anh                | FW             | 1946–1952                   | 162       | 0       | 162       | 61           | [ 77 ]  |
| John Downie         | Scotland           | FW             | 1949–1953                   | 116       | 0       | 116       | 37           | [ 78 ]  |
| Ray Wood            | Anh                | GK             | 1949–1958                   | 208       | 0       | 208       | 0            | [ 79 ]  |
| Don Gibson          | Anh                | HB             | 1950–1955                   | 115       | 0       | 115       | 0            | [ 80 ]  |
| Mark Jones          | Anh                | HB             | 1950–1958                   | 121       | 0       | 121       | 1            | [ 81 ]  |
| Johnny Berry        | Anh                | FW             | 1951–1958                   | 276       | 0       | 276       | 45           | [ 82 ]  |
| Jackie Blanchflower | Bắc Ireland        | HB             | 1951–1958                   | 117       | 0       | 117       | 27           | [ 83 ]  |
| Roger Byrne         | Anh                | FB             | 1951–1958                   | 280       | 0       | 280       | 20           | [ 84 ]  |
| David Pegg          | Anh                | FW             | 1952–1958                   | 150       | 0       | 150       | 28           | [ 85 ]  |
| Bill Foulkes        | Anh                | DF             | 1952–1970                   | 685       | 3       | 688       | 9            | [ 86 ]  |
| Tommy Taylor        | Anh                | FW             | 1953–1958                   | 191       | 0       | 191       | 131          | [ 87 ]  |
| Duncan Edwards      | Anh                | HB             | 1953–1958                   | 177       | 0       | 177       | 21           | [ 88 ]  |
| Dennis Viollet      | Anh                | FW             | 1953–1962                   | 293       | 0       | 293       | 179          | [ 89 ]  |
| Freddie Goodwin     | Anh                | HB             | 1954–1960                   | 107       | 0       | 107       | 8            | [ 90 ]  |
| Albert Scanlon      | Anh                | FW             | 1954–1960                   | 127       | 0       | 127       | 35           | [ 91 ]  |
| Eddie Colman        | Anh                | HB             | 1955–1958                   | 108       | 0       | 108       | 2            | [ 92 ]  |
| Ronnie Cope         | Anh                | HB             | 1956–1961                   | 106       | 0       | 106       | 2            | [ 93 ]  |
| Bobby Charlton      | Anh                | FW             | 1956–1973                   | 756       | 2       | 758       | 249          | [ 94 ]  |
| David Gaskell       | Anh                | GK             | 1956–1967                   | 119       | 0       | 119       | 0            | [ 95 ]  |
| Harry Gregg         | Bắc Ireland        | GK             | 1957–1966                   | 247       | 0       | 247       | 0            | [ 96 ]  |
| Shay Brennan        | Ireland            | FB             | 1958–1970                   | 358       | 1       | 359       | 6            | [ 97 ]  |
| Albert Quixall      | Anh                | FW             | 1958–1963                   | 184       | 0       | 184       | 56           | [ 98 ]  |
| Johnny Giles        | Ireland            | FW             | 1959–1963                   | 115       | 0       | 115       | 13           | [ 99 ]  |
| Nobby Stiles        | Anh                | HB             | 1959–1971                   | 395       | 0       | 395       | 19           | [ 100 ] |
| Maurice Setters     | Anh                | HB             | 1960–1964                   | 194       | 0       | 194       | 14           | [ 101 ] |
| Tony Dunne          | Ireland            | DF             | 1960–1973                   | 534       | 1       | 535       | 2            | [ 102 ] |
| Noel Cantwell       | Ireland            | FB             | 1960–1967                   | 146       | 0       | 146       | 8            | [ 103 ] |
| David Herd          | Scotland           | FW             | 1961–1968                   | 264       | 1       | 265       | 145          | [ 104 ] |
| Denis Law           | Scotland           | FW             | 1962–1973                   | 398       | 6       | 404       | 237          | [ 105 ] |
| David Sadler        | Anh                | U              | 1962–1973                   | 328       | 7       | 335       | 27           | [ 106 ] |
| Pat Crerand         | Scotland           | HB             | 1963–1971                   | 397       | 0       | 397       | 15           | [ 107 ] |
| George Best         | Bắc Ireland        | FW             | 1963–1974                   | 470       | 0       | 470       | 179          | [ 108 ] |
| John Connelly       | Anh                | FW             | 1964–1966                   | 112       | 1       | 113       | 35           | [ 109 ] |
| John Fitzpatrick    | Scotland           | DF             | 1965–1973                   | 141       | 6       | 147       | 10           | [ 110 ] |
| John Aston, Jr.     | Anh                | FW             | 1965–1972                   | 166       | 21      | 187       | 27           | [ 111 ] |
| Alex Stepney        | Anh                | GK             | 1966–1979                   | 539       | 0       | 539       | 2            | [ 112 ] |
| Brian Kidd          | Anh                | FW             | 1967–1974                   | 257       | 9       | 266       | 70           | [ 113 ] |
| Francis Burns       | Scotland           | DF             | 1967–1972                   | 143       | 13      | 156       | 7            | [ 114 ] |
| Willie Morgan       | Scotland           | MF             | 1968–1975                   | 293       | 3       | 296       | 34           | [ 115 ] |
| Steve James         | Anh                | HB             | 1968–1975                   | 160       | 1       | 161       | 4            | [ 116 ] |
| Sammy McIlroy       | Bắc Ireland        | MF             | 1971–1982                   | 391       | 28      | 419       | 71           | [ 117 ] |
| Martin Buchan       | Scotland           | DF             | 1972–1983                   | 456       | 0       | 456       | 4            | [ 118 ] |
| David McCreery      | Bắc Ireland        | MF             | 1972–1979                   | 57        | 53      | 110       | 8            | [ 119 ] |
| Alex Forsyth        | Scotland           | FB             | 1973–1978                   | 116       | 3       | 119       | 5            | [ 120 ] |
| Lou Macari          | Scotland           | FW             | 1973–1984                   | 374       | 27      | 401       | 97           | [ 121 ] |
| Gerry Daly          | Ireland            | MF             | 1973–1977                   | 137       | 5       | 142       | 32           | [ 122 ] |
| Brian Greenhoff     | Anh                | DF             | 1973–1979                   | 268       | 3       | 271       | 17           | [ 123 ] |
| Stewart Houston     | Scotland           | DF             | 1974–1980                   | 248       | 2       | 250       | 16           | [ 124 ] |
| Stuart Pearson      | Anh                | FW             | 1974–1979                   | 179       | 1       | 180       | 66           | [ 125 ] |
| Arthur Albiston     | Scotland           | FB             | 1974–1988                   | 467       | 18      | 485       | 7            | [ 126 ] |
| Steve Coppell       | Anh                | MF             | 1975–1983                   | 393       | 3       | 396       | 70           | [ 127 ] |
| Jimmy Nicholl       | Bắc Ireland        | DF             | 1975–1982                   | 235       | 13      | 248       | 6            | [ 128 ] |
| Gordon Hill         | Anh                | MF             | 1975–1978                   | 133       | 1       | 134       | 51           | [ 129 ] |
| Jimmy Greenhoff     | Anh                | FW             | 1976–1980                   | 119       | 4       | 123       | 36           | [ 130 ] |
| Ashley Grimes       | Ireland            | DF             | 1977–1983                   | 77        | 30      | 107       | 11           | [ 131 ] |
| Joe Jordan          | Scotland           | FW             | 1978–1981                   | 125       | 1       | 126       | 41           | [ 132 ] |
| Gordon McQueen      | Scotland           | DF             | 1978–1985                   | 229       | 0       | 229       | 26           | [ 133 ] |
| Gary Bailey         | Anh                | GK             | 1978–1987                   | 375       | 0       | 375       | 0            | [ 134 ] |
| Mickey Thomas       | Wales              | MF             | 1978–1981                   | 110       | 0       | 110       | 15           | [ 135 ] |
| Kevin Moran         | Ireland            | DF             | 1979–1988                   | 284       | 5       | 289       | 24           | [ 136 ] |
| Ray Wilkins         | Anh                | MF             | 1979–1984                   | 191       | 3       | 194       | 10           | [ 137 ] |
| Mike Duxbury        | Anh                | DF             | 1980–1990                   | 345       | 33      | 378       | 7            | [ 138 ] |
| John Gidman         | Anh                | DF             | 1981–1986                   | 116       | 4       | 120       | 4            | [ 139 ] |
| Frank Stapleton     | Ireland            | FW             | 1981–1987                   | 267       | 21      | 288       | 78           | [ 140 ] |
| Remi Moses          | Anh                | MF             | 1981–1988                   | 188       | 11      | 199       | 12           | [ 141 ] |
| Bryan Robson        | Anh                | MF             | 1981–1994                   | 437       | 24      | 461       | 99           | [ 142 ] |
| Norman Whiteside    | Bắc Ireland        | FW             | 1982–1989                   | 256       | 18      | 274       | 67           | [ 143 ] |
| Paul McGrath        | Ireland            | DF             | 1982–1989                   | 192       | 7       | 199       | 16           | [ 144 ] |
| Mark Hughes         | Wales              | FW             | 1983–1986, 1988–1995        | 453       | 14      | 467       | 163          | [ 145 ] |
| Graeme Hogg         | Scotland           | DF             | 1984–1988                   | 108       | 2       | 110       | 1            | [ 146 ] |
| Clayton Blackmore   | Wales              | U              | 1984–1994                   | 201       | 44      | 245       | 26           | [ 147 ] |
| Jesper Olsen        | Đan Mạch           | MF             | 1984–1988                   | 149       | 27      | 176       | 24           | [ 148 ] |
| Gordon Strachan     | Scotland           | MF             | 1984–1989                   | 195       | 6       | 201       | 38           | [ 149 ] |
| Peter Davenport     | Anh                | FW             | 1986–1988                   | 83        | 23      | 106       | 26           | [ 150 ] |
| Brian McClair       | Scotland           | U              | 1987–1998                   | 398       | 73      | 471       | 127          | [ 151 ] |
| Steve Bruce         | Anh                | DF             | 1987–1996                   | 411       | 3       | 414       | 51           | [ 152 ] |
| Lee Martin          | Anh                | DF             | 1988–1994                   | 84        | 25      | 109       | 2            | [ 153 ] |
| Lee Sharpe          | Anh                | MF             | 1988–1996                   | 213       | 50      | 263       | 36           | [ 154 ] |
| Mal Donaghy         | Bắc Ireland        | DF             | 1988–1992                   | 98        | 21      | 119       | 0            | [ 155 ] |
| Mike Phelan         | Anh                | U              | 1989–1994                   | 127       | 19      | 146       | 3            | [ 156 ] |
| Neil Webb           | Anh                | MF             | 1989–1992                   | 105       | 5       | 110       | 11           | [ 157 ] |
| Gary Pallister      | Anh                | DF             | 1989–1998                   | 433       | 4       | 437       | 15           | [ 158 ] |
| Paul Ince           | Anh                | MF             | 1989–1995                   | 276       | 5       | 281       | 29           | [ 159 ] |
| Denis Irwin         | Ireland            | DF             | 1990–2002                   | 511       | 18      | 529       | 33           | [ 160 ] |
| Ryan Giggs          | Wales              | MF             | 1991–2014                   | 802       | 161     | 963       | 168          | [ 161 ] |
| Andrei Kanchelskis  | Liên Xô · Nga      | MF             | 1991–1995                   | 132       | 29      | 161       | 36           | [ 162 ] |
| Paul Parker         | Anh                | DF             | 1991–1996                   | 137       | 9       | 146       | 2            | [ 163 ] |
| Peter Schmeichel    | Đan Mạch           | GK             | 1991–1999                   | 398       | 0       | 398       | 1            | [ 164 ] |
| Gary Neville        | Anh                | DF             | 1992–2011                   | 566       | 36      | 602       | 7            | [ 165 ] |
| David Beckham       | Anh                | MF             | 1992–2003                   | 356       | 38      | 394       | 85           | [ 166 ] |
| Nicky Butt          | Anh                | MF             | 1992–2004                   | 307       | 80      | 387       | 26           | [ 167 ] |
| Eric Cantona        | Pháp               | FW             | 1992–1997                   | 184       | 1       | 185       | 82           | [ 168 ] |
| Roy Keane           | Ireland            | MF             | 1993–2005                   | 458       | 22      | 480       | 51           | [ 169 ] |
| David May           | Anh                | DF             | 1994–2003                   | 98        | 20      | 118       | 8            | [ 170 ] |
| Paul Scholes        | Anh                | MF             | 1994–2011, 2012–2013        | 577       | 141     | 718       | 155          | [ 171 ] |
| Andy Cole           | Anh                | FW             | 1995–2001                   | 231       | 44      | 275       | 121          | [ 172 ] |
| Phil Neville        | Anh                | U              | 1995–2005                   | 301       | 85      | 386       | 8            | [ 173 ] |
| Ronny Johnsen       | Na Uy              | DF             | 1996–2002                   | 131       | 19      | 150       | 9            | [ 174 ] |
| Ole Gunnar Solskjær | Na Uy              | FW             | 1996–2007                   | 216       | 150     | 366       | 126          | [ 175 ] |
| Teddy Sheringham    | Anh                | FW             | 1997–2001                   | 101       | 52      | 153       | 46           | [ 176 ] |
| Henning Berg        | Na Uy              | DF             | 1997–2000                   | 81        | 22      | 103       | 3            | [ 177 ] |
| Wes Brown           | Anh                | DF             | 1998–2011                   | 313       | 49      | 362       | 5            | [ 178 ] |
| Jaap Stam           | Hà Lan             | DF             | 1998–2001                   | 125       | 2       | 127       | 1            | [ 179 ] |
| Dwight Yorke        | Trinidad và Tobago | FW             | 1998–2002                   | 120       | 32      | 152       | 66           | [ 180 ] |
| Quinton Fortune     | Nam Phi            | MF             | 1999–2006                   | 88        | 38      | 126       | 11           | [ 181 ] |
| Mikaël Silvestre    | Pháp               | DF             | 1999–2008                   | 326       | 35      | 361       | 10           | [ 182 ] |
| John O'Shea         | Ireland            | U              | 1999–2011                   | 301       | 92      | 393       | 15           | [ 183 ] |
| Fabien Barthez      | Pháp               | GK             | 2000–2004                   | 139       | 0       | 139       | 0            | [ 184 ] |
| Ruud van Nistelrooy | Hà Lan             | FW             | 2001–2006                   | 200       | 19      | 219       | 150          | [ 185 ] |
| Rio Ferdinand       | Anh                | DF             | 2002–2014                   | 444       | 11      | 455       | 8            | [ 186 ] |
| Darren Fletcher     | Scotland           | MF             | 2003–2015                   | 266       | 76      | 342       | 24           | [ 187 ] |
| Cristiano Ronaldo   | Bồ Đào Nha         | FW             | 2003–2009 2021–2022         | 266       | 51      | 317       | 133          | [ 188 ] |
| Louis Saha          | Pháp               | FW             | 2004–2008                   | 76        | 48      | 124       | 42           | [ 189 ] |
| Wayne Rooney        | Anh                | FW             | 2004–2017                   | 499       | 56      | 555       | 253          | [ 190 ] |
| Edwin van der Sar   | Hà Lan             | GK             | 2005–2011                   | 266       | 0       | 266       | 0            | [ 191 ] |
| Park Ji-sung        | Hàn Quốc           | MF             | 2005–2012                   | 146       | 59      | 205       | 27           | [ 192 ] |
| Patrice Evra        | Pháp               | DF             | 2006–2014                   | 357       | 22      | 379       | 10           | [ 193 ] |
| Nemanja Vidić       | Serbia             | DF             | 2006–2014                   | 290       | 10      | 300       | 21           | [ 194 ] |
| Michael Carrick     | Anh                | MF             | 2006-2018                   | 388       | 67      | 455       | 24           | [ 195 ] |
| Nani                | Bồ Đào Nha         | MF             | 2007–2015                   | 178       | 52      | 230       | 41           | [ 196 ] |
| Anderson            | Brasil             | MF             | 2007–2015                   | 128       | 53      | 181       | 9            | [ 197 ] |
| Jonny Evans         | Bắc Ireland        | DF             | 2007–2015 2023–             | 179       | 19      | 198       | 7            | [ 198 ] |
| Dimitar Berbatov    | Bulgaria           | FW             | 2008–2012                   | 108       | 41      | 149       | 56           | [ 199 ] |
| Rafael              | Brasil             | DF             | 2008–2015                   | 150       | 20      | 170       | 5            | [ 200 ] |
| Danny Welbeck       | Anh                | FW             | 2008–2014                   | 90        | 52      | 142       | 29           | [ 201 ] |
| Antonio Valencia    | Ecuador            | U              | 2009–2019                   | 223       | 61      | 284       | 22           | [ 202 ] |
| Javier Hernández    | México             | FW             | 2010–2015                   | 86        | 72      | 158       | 59           | [ 203 ] |
| Chris Smalling      | Anh                | DF             | 2010–2020                   | 200       | 39      | 239       | 13           | [ 204 ] |
| David de Gea        | Tây Ban Nha        | GK             | 2011–2023                   | 268       | 0       | 268       | 0            | [ 205 ] |
| Phil Jones          | Anh                | U              | 2011–2023                   | 143       | 23      | 166       | 5            | [ 206 ] |
| Ashley Young        | Anh                | MF             | 2011–2020                   | 115       | 48      | 163       | 14           | [ 207 ] |
| Robin van Persie    | Hà Lan             | FW             | 2012–2015                   | 89        | 16      | 105       | 58           | [ 208 ] |
| Marouane Fellaini   | Bỉ                 | MF             | 2013–2019                   | 88        | 42      | 130       | 14           | [ 209 ] |
| Juan Mata           | Tây Ban Nha        | MF             | 2014–2022                   | 121       | 22      | 143       | 35           | [ 210 ] |
| Daley Blind         | Hà Lan             | U              | 2014–2017                   | 116       | 5       | 121       | 5            | [ 211 ] |
| Jesse Lingard       | Anh                | FW             | 2014–2022                   | 91        | 40      | 131       | 24           | [ 212 ] |
| Ander Herrera       | Tây Ban Nha        | MF             | 2014–2019                   | 91        | 29      | 120       | 14           | [ 213 ] |
| Marcos Rojo         | Argentina          | DF             | 2014–2021                   | 95        | 12      | 107       | 2            | [ 214 ] |
| Anthony Martial     | Pháp               | FW             | 2015–                       | 99        | 37      | 136       | 36           | [ 215 ] |
| Marcus Rashford     | Anh                | FW             | 2016–                       | 74        | 49      | 123       | 100          | [ 216 ] |

## Đội trưởng câu lạc bộ
Kể từ năm 1882, 45 cầu thủ đã giữ vị trí đội trưởng của CLB Newton Heath LYR, Newton Heath hay Manchester United. Đội trưởng đầu tiên là E. Thomas, từ năm 1882 đến năm 1883. Đội trưởng lâu nhất là Bryan Robson, từ năm 1982 tới năm 1994, mặc dù ông cùng giữ vị trí này với Steve Bruce từ năm 1992 cho tới năm 1994. Roy Keane, từ năm 1997 đến 2005, là đội trưởng đạt nhiều danh hiệu nhất; anh giành được 4 chức vô địch giải ngoại hạng, 2 Cúp FA, 1 Siêu cúp Anh, 1 UEFA Champions League và 1 Cúp bóng đá liên lục địa. Đội trưởng hiện tại của câu lạc bộ là Bruno Fernandes, người mà thay thế Harry Maguire trong năm 2023.
| Thời gian     | Tên                   | Ghi chú                                                                                                |
| ------------- | --------------------- | --- |
| 1878–1882     | Không rõ              | — |
| 1882–1883     | E.Thomas              | Đội trưởng đầu tiên của Newton Heath LYR                                                               |
| 1883–1887     | Sam Black             | — |
| 1887–1891     | Jack Powell           | Đội trưởng đầu tiên không phải là người Anh.                                                           |
| 1891–1892     | Bob McFarlane         | — |
| 1892–1893     | Joe Cassidy           | — |
| 1893–1894     | Không rõ              | — |
| 1894–1896     | James McNaught        | — |
| 1896–1897     | Caesar Jenkyns        | — |
| 1897–1903     | Harry Stafford        | Đội trưởng của Newton Heath và là đội trưởng đầu tiên của Manchester United.                           |
| 1903–1904     | John Willie Sutcliffe | — |
| 1904–1905     | Jack Peddie           | — |
| 1905–1913     | Charlie Roberts       | — |
| 1913–1914     | George Stacey         | — |
| 1914–1915     | George Hunter         | — |
| 1915–1917     | Patrick O'Connell     | — |
| 1917–1918     | George Anderson       | — |
| 1918–1919     | Jack Mew              | — |
| 1919–1922     | Lal Hilditch          | — |
| 1922–1928     | Frank Barson          | — |
| 1928–1929     | Jack Wilson           | — |
| 1929–1930     | Charlie Spencer       | — |
| 1930–1931     | Jack Silcock          | — |
| 1931–1932     | George McLachlan      | — |
| 1932          | Louis Page            | — |
| 1932–1934     | Jack Silcock          | — |
| 1934–1935     | Bill McKay            | — |
| 1935–1937     | Jimmy Brown           | — |
| 1937–1939     | George Roughton       | — |
| 1939–1940     | Bill McKay            | — |
| 1940–1944     | Không có              | Không có giải đấu nào được tổ chức trong Chiến tranh thế giới thứ hai.                                 |
| 1944–1945     | George Roughton       | — |
| 1945–1953     | Johnny Carey          | Đội trưởng đầu tiên sau chiến tranh và là đội trưởng đầu tiên không phải người Vương quốc Anh.         |
| 1953          | Stan Pearson          | — |
| 1953–1955     | Allenby Chilton       | — |
| 1955–1958     | Roger Byrne           | Chết trong tai nạn máy bay ở München.                                                                  |
| 1958–1959     | Bill Foulkes          | — |
| 1959–1960     | Dennis Viollet        | — |
| 1960–1962     | Maurice Setters       | — |
| 1962–1967     | Noel Cantwell         | Đồng đội trưởng với Denis Law từ 1964 tới 1967.                                                        |
| 1964–1968     | Denis Law             | Đồng đội trưởng với Noel Cantwell từ 1964 tới 1967.                                                    |
| 1968–1973     | Bobby Charlton        | — |
| 1973–1974     | George Graham         | — |
| 1974–1975     | Willie Morgan         | — |
| 1975–1982     | Martin Buchan         | — |
| 1982          | Ray Wilkins           | — |
| 1982–1994     | Bryan Robson          | Đội trưởng lâu nhất trong lịch sử Manchester United. Đồng đội trưởng với Steve Bruce từ 1992 tới 1994. |
| 1992–1996     | Steve Bruce           | Đồng đội trưởng với Bryan Robson từ 1992 tới 1994.                                                     |
| 1996–1997     | Eric Cantona          | Đội trưởng đầu tiên không phải người Vương quốc Anh hay Ireland.                                       |
| 1997–2005     | Roy Keane             | Giành nhiều danh hiệu hơn bất cứ đội trưởng nào khác của United.                                       |
| 2005–2011     | Gary Neville          | Đội trưởng là người vùng Manchester đầu tiên kể từ thời Roger Byrne                                    |
| 2011–2014     | Nemanja Vidić         | Đội trưởng đầu tiên tới từ vùng Đông Âu.                                                               |
| 2014–2017     | Wayne Rooney          | Đội trưởng đầu tiên giành chức vô địch UEFA Europa League                                              |
| 2017–2018     | Michael Carrick       | [ 222 ]                                                                                                |
| 2018–2019     | Antonio Valencia      | Đội trưởng đầu tiên đến từ Nam Mỹ.                                                                     |
| 2019–2020     | Ashley Young          | [ 224 ]                                                                                                |
| 2020–2023     | Harry Maguire         | Làm đội trưởng chỉ sau 6 tháng                                                                         |
| 2023–hiện tại | Bruno Fernandes       | Đội trưởng người Bồ Đào Nha đầu tiên của CLB                                                           |